# オレゲール・プレサス
オレゲール（オレゲル）・プレサス・レノム（Oleguer Presas Renom, 1980年2月2日 - ）は、スペイン・サバデル出身のサッカー選手。ポジションはDF（RB、CB）。なお、オレゲールはカスティーリャ語風の発音で、Oleguerのカタルーニャ語読みはウラゲーとなる。

## 経歴

### クラブ
1980年にサバデルで生まれたオレゲールは当初、サバデルのクラブチームに所属し、その後、1998-99シーズンに当時リーガ・エスパニョーラのセグンダBのチーム・グラマネットUEAでトップチームデビューを果たした。2001-02シーズンよりFCバルセロナの下部組織であるFCバルセロナBへ移籍、2002-03シーズンにはトップチーム昇格を果たすと、2004年までにはレギュラーの地位を確固たるものとした。この時期、オレゲールには熱狂的なファンがおり、カンプ・ノウでの「Uh!Uh!Oleguer!!（ウ！ウ！ウラゲー！！）」というコールは名物になっていた。
その後も右サイドバックのレギュラーとして君臨していたが、2007-08シーズンは左手の骨折などもあり、出場試合数は15試合にまで減少した。チームの多くの選手が放出された2008年の夏の移籍市場において、オレゲールもセビージャFCから加入したダニエウ・アウヴェスと入れ替わりにアヤックス・アムステルダムへ3年契約で移籍した。
アヤックスでの最初のシーズンは、主力のケガによりスタメンで出場することが多かったものの、その後は主にセンターバックのバックアッパーとして出場する事が多くなった。2010-11シーズン終了後、契約満了により退団した。

### 代表
オレゲールは熱心なカタルーニャ独立主義者であり、「一民族、一代表」のスローガンの下、カタルーニャ州代表の愛好キャンペーンに参加するなどしていた。この為、スペイン代表に招集されてもその主義主張から拒否するのではないかと言われていたが、2005年12月12日のスペイン代表合宿においてルイス・アラゴネス監督が初めて代表に招集した際、招集に応じている。なお、この時はスペインの新聞「マルカ」紙はオレゲールが代表を拒否しなかったことについて、アラゴネス監督にインタビューを行っている。
また、カタルーニャ代表には度々選出されている。

## 獲得タイトル
- 2004-2005　FCバルセロナ　リーガ・エスパニョーラ - 優勝
- 2005　FCバルセロナ　スペイン・スーパーカップ - 優勝
- 2005-2006　FCバルセロナ　リーガ・エスパニョーラ - 優勝
- 2005-2006　FCバルセロナ　UEFAチャンピオンズリーグ - 優勝
- 2006　FCバルセロナ　スペイン・スーパーカップ - 優勝
- 2006　FCバルセロナ　FIFAクラブワールドカップ - 準優勝